# Азартные игры в Камбодже

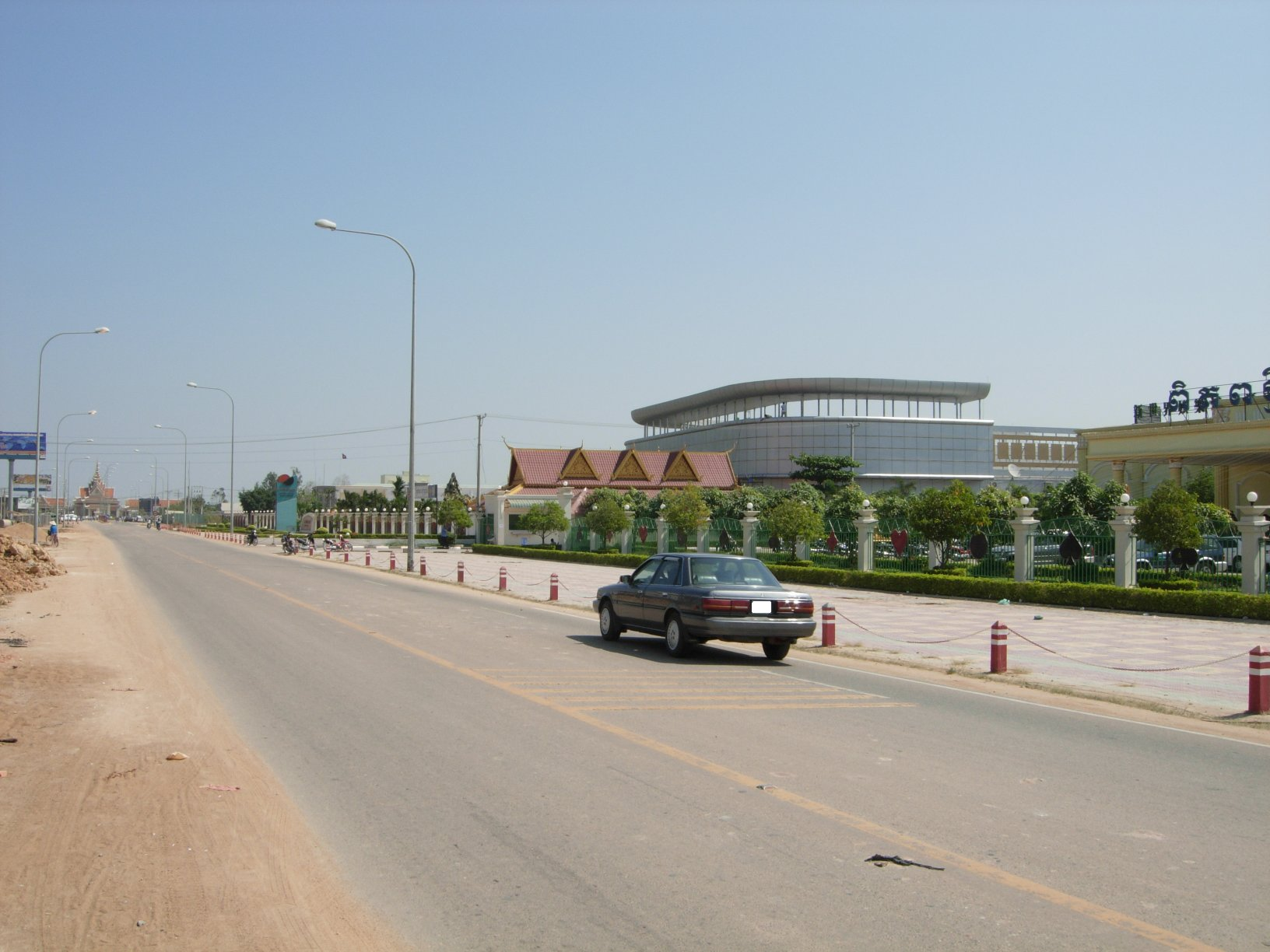
Камбоджийское казино в Бавете на вьетнамской границе

Азартные игры в Камбодже официально признаны нелегальными в соответствии с Законом о пресечении азартных игр 1996 года. Вне закона оказались все несанкционированные формы азартных игр. За нарушение закона предусматривались различные наказания от денежных штрафов до коротких тюремных заключений. Тем не менее, Правительство Камбоджи не относит азартные игры к одному из 28 видов преступлений, наказуемых тюремным заключением.
Запрет на азартные игры, который также включает все формы азартных игр в Интернете, распространяется только на граждан Камбоджи. По состоянию на октябрь 2015 года в Камбодже действовало 75 казино, обслуживающих иностранных туристов, что принесло государству около 29 млн долларов за первые девять месяцев года и 2 млрд долларов для казино. Гражданам Камбоджи разрешено играть в азартные игры, спонсируемые государством, включая пять отдельных частных национальных лотерей. Камбоджийцам ранее разрешалось играть в игровые автоматы, расположенные в национальных казино, однако из-за жалоб на насилие, связанное с долгами по азартным играм в игровых автоматах, игровые автоматы были запрещены в 2009 году.
Азартные игры как популярное времяпрепровождение устоялось в культуре Юго-Восточной Азии в целом и камбоджийской культуре в частности. Мужчины, которые не играют в азартные игры, часто рассматриваются как лишенные маскулинности. Несмотря на запрет азартных игр, незаконные игорные заведения остаются широко распространёнными в Камбодже. Полиция Камбоджи критикуется за бездействие, поскольку казино не ограничивают вход для местных жителей и предоставляют частные комнаты членам правительства и сотрудникам правоохранительных органов, которые часто имеют финансовую заинтересованность в казино. Все виды запрещённой законом деятельности широко распространены и за пределами разрешенных казино: от петушиных боёв и карточных комнат до букмекерских контор (в основном региональные футбольные матчи и кикбоксинг) и несанкционированных лотерей. Большая часть этой деятельности контролируется организованной преступностью и защищается взятками правоохранительным органам.
От азартных игр Камбоджу преследует ряд социальных проблем, в первую очередь распространенность игровой зависимости у населения.

## Индустрия казино
Азартные игры незаконны во многих странах, граничащих с Камбоджей. Во Вьетнаме и Лаосе запрещены азартные игры. Запрет на азартные игры также присутствует у строгих буддистских культур Таиланда и Мьянмы. С конца 1990-х годов Камбоджа создавала индустрию казино, с целью получения экономической выгоды. Правительство строило казино в приграничных городах и популярных курортных зонах, привлекало иностранных игроков, но при этом официально запрещало вход в казино своим гражданам. В приграничных городах, таких как Пойпет, О'Смач и Бавет между пограничными контрольно-пропускными пунктами есть «полосы казино», позволяющие иностранным гражданам пересечь границу, чтобы сыграть в азартные игры, а затем вернуться домой без официального проезда через камбоджийский контрольно-пропускной пункт, что устраняет необходимость в визах. В популярных туристических курортных зонах, таких как Кохконг и Сиануквиль, казино открыты для всех, у кого есть заграничный паспорт. Самое большое казино в стране, Naga Casino в Пномпене, обладающее исключительными правами на игры в радиусе 200 км от столицы, планирует организовать чартерный сервис для обслуживания богатых клиентов из Китая.
Индустрия казино Камбоджи продолжает расти. В 2011 году от игровой индустрии было получено налоговых поступлений на сумму 20 млн долларов. В 2014 году 57 казино принесли правительству примерно 25 млн долларов.

## Социальные проблемы
Камбоджийцы часто цитируют старую кхмерскую пословицу «Игра всегда разрушает» (кхмер. ល្បែង តែង វិនាស), которая отражает множество социальных проблем, связанных с азартными играми, от которых страдает Камбоджа. От них происходит множество преступлений, от незаконных азартных игр и долгов до бытовых споров игровой зависимости. Несмотря на официальный запрет на участие граждан в азартных играх, они являются важной частью камбоджийской культуры. Азартные игры, обычно в форме карточных игр или игр в кости, традиционно социально приемлемы только в течение недель, предшествующих празднованию Нового года. Однако азартные игры продолжаются круглый год при любой возможности, в подпольных карточных домах, лотереях (как законных, так и незаконных), букмекерских конторах, онлайн-играх, путем незаконного входа в казино или даже в форме импровизированных игр во время перерывов на работе; есть даже игра под названием «chak teuk phliang», в которой камбоджийцы будут делать ставки, иногда до 1000 долларов США, на то, когда пойдет дождь и насколько сильным он будет.
Для входа в казино в Камбодже требуется заграничный паспорт, что создаёт законную возможность для многих камбоджийских горожан с двойным гражданством играть в азартные игры. Сельское население и те, кто не может предъявить иностранное удостоверение личности, дают взятки местной полиции, чтобы получить доступ в легальные казино. Игроки, покидающие казино или другие, менее формальные, незаконные игорные заведения, сообщали о том, что их заставляли отдавать до двух третей своего ежедневного выигрыша полиции, чтобы избежать ареста в случае их поимки.
В стране практически отсутствует психологическая помощь для страдающих от игровой зависимости. Среди камбоджийских мужчин азартные игры, а также пьянство и другие подобные пороки рассматриваются как символ мужественности. Камбоджийское общество традиционно рассматривало пристрастие к азартным играм как социальную, а не медицинскую, поэтому лишь немногие обращаются за помощью к медицинским работникам. По состоянию на 2012 год общенациональная программа лечения, Транскультурная психологическая организация, сообщала о лечении пациентов с такими расстройствами как депрессия и наркомания, но не лечила ни одного пациента от игровой зависимости.[стиль]